# Uwe Berger

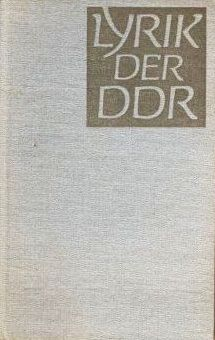
Lyrik der DDR – Zusammengestellt von Uwe Berger und Günther Deicke, 1976

Uwe Berger född 29 september 1928 i Eschwege i Tyskland, död 16 februari 2014 i Berlin, var en tysk poet, essäist och angivare till östtyska Stasi ("inofficiell medarbetare").
Uwe Berger växte upp i Emden, Augsburg och Berlin i en hugenottfamilj från Bad Karlshafen i Hessen. Hans far var bankdirektör i Deutsche Reichsbank. När han var 15 år blev han inkallad som barnsoldat under andra världskriget som hjälpare vid luftvärnsbatterier kring Berlin (så kallad "Luftwaffehelfer" eller "Flakhelfer"). Vid slutet av världskriget var han officersaspirant i flottan i det av Tyskland ockuperade Danmark. Efter hemkomsten från kriget ägnade sig Uwe Berger åt poesi och skrev också prosa och läste sedan germanistik och konsthistoria på Humboldt-Universität zu Berlin. Han var därefter anställd av Volk und Wissen Verlag och lektör på Aufbau-Verlag 1949–1955. Därefter var han fristående skribent.
Mellan 1970 och 1982 var Berger på basis av politisk övertygelse engagerad som angivare till Stasi under agentnamnet IME Uwe. Han informerade om sina författarkollegor, ibland på direkt uppdrag av chefen för Stasis avdelning Staatsapparat, Kultur, Kirche, Untergrund.
Uwe Berger blev 1973 styrelseledamot i Schriftstellerverbandes der DDR. Mellan 1982 och 1989 var han partilös viceordförande i Kulturbund der DDR.

## Stasis poesicirkel
Ministeriet för statens säkerhet, Stasi, organiserade mot slutet av 1970-talet upp poesiverkstad i Stasis Wachregiment Feliks Dzierzynski förläggning i stadsdelen Adlershof i Berlin. Den fick namnet De skrivande tjekisternas arbetscirkel. *
Våren 1982 beslöt ministeriet att verkstaden skulle ledas professionellt och engagerade som ledare den partilöse, men prisbelönte poeten Berger med ett 20-tal lyriksamlingar och antologier bakom sig. Han ledde sedan poesiverkstaden under DDR-eran. Verk från poesiverkstaden publicerades också i antologier av säkerhetspolisen.